# Ruben Sørensen
Ruben Sørensen (født 1. januar 1954 i Kristrup ved Randers - død februar 2021, Assentoft), var en dansk mellemdistanceløber. Han løb for Randers Freja og satte flere danske ungdoms- og juniorrekorder. Han var med ved de Olympiske Lege i 1976 på 1500 meter, hvor han blev slået ud i indledende runde efter en 8. plads i sit heat i tiden 3.45,39.
Ruben Sørensen har desuden løbet det man kalder en drømmemil.

## Internationale mesterskaber
- 1979 EM-inde 1500 meter nummer 15 3:50.8
- 1976 OL 1500 meter indledende heat
- 1976 EM-inde 3000 meter DNF
- 1975 EM-inde 1500 meter nummer 15 3:49.9
- 1974 VM 12km cross

### Internationale ungdomsmesterskaber
- 1973 JEM 1500 meter nummer 6 3:50,44

## Danske mesterskaber
- Guld 1980 3000 meter inde 8:43.7
- Guld 1979 800 meter 1:49.9
- Guld 1979 1500 meter 3:43.1
- Guld 1976 1500 meter 3:47.60
- Bronze 1976 800 meter 1:52.49
- Guld 1976 3000 meter inde 10:14.0
- Guld 1975 1500 meter 3:42.4
- Bronze 1974 1500 meter 3:47.1
- Bronze 1973 1500 meter 3:46.4

### Danske ungdomsmesterskaber
- Guld 1974 JDM -20 år 1500 meter 3:55.4
- Guld 1973 JDM -20 år 800 meter 1:51.3
- Guld 1973 JDM -20 år 1500 meter 3:55.8

## Personlige Rekorder
- 800 meter: 1.47,9 (1975)
- 1000 meter: 2.19,3 (1979)
- 1500 meter: 3.39,6 (1979)

## Danske rekorder

### U23-rekorder
- 800 meter: 1.47,9 14. juli 1975
- 1500 meter: 3.40,1 9. juli 1975

### Juniorrekorder
- 800 meter: 1.49,2 12. september 1973
- 1000 meter: 2.21,2 15. august 1973
- 1 mile: 4.07,0 4. juli 1973